# 日本暴力列島 京阪神殺しの軍団
『日本暴力列島 京阪神殺しの軍団』（にほんぼうりょくれっとう けいはんしんころしのぐんだん）は、1975年の日本映画。主演：小林旭、監督：山下耕作。東映京都撮影所製作、東映配給。

## 概要
小林旭・第1回東映主演作と書かれた文献もあるが、当時の週刊誌には1972年の『ゾロ目の三兄弟』以来、3年ぶりの小林旭主演作と書かれている。小林自身も「私も東映に入って三年目だから、ここらでこれが勝負だという作品と取り組みたい。今までのヤクザ映画と違うものを出来たらやってみようと思っています」と決意を述べた。今までのヤクザ映画と違うものというのは、映画製作発表の際に、東映が「在日や被差別民の問題に真正面から取り組んでみたい」と発表したためである。

## あらすじ
昭和27年、大阪阿倍野。庄司組の客分だった花木勇は、数人の子分を連れて暴れまわっていたが、とある抗争事件がきっかけで、花木と同じ韓国人の金光幸司と兄弟の契りを交わし二人は庄司組組長を殺害した。天誠会々長の盃を受け直系の若衆となった花木とその軍団は、時あたかも全国制覇を目論む天誠会の尖兵として全国各地を血に染める。

## キャスト
- 花木勇（モデル・柳川次郎）[8] ： 小林旭
- 西田恭三 ： 伊吹吾郎
- 有田順子 ： 中島ゆたか
- 石沢ケイコ ： 小泉洋子
- 仁田勝己 ： 小松方正
- 庄司鶴吉 ： 室田日出男
- 相良八郎 ： 名和宏
- 畠山克敏 ： 今井健二
- 中井刑事 ： 三上真一郎
- 風間栄造 ： 安部徹
- 中本初太郎 ： 天津敏
- 上村昌代 ： 衣麻遼子
- 谷良一 ： 西田良
- 李 ： 汐路章
- 三田栄 ： 北村英三
- 大門隆志 ： 鈴木康弘
- 花木の舎弟：島米八
- ミッチー：小林千枝
- 林安雄 ： 野口貴史
- 徐徳元：岩尾正隆
- 照井明 ： 根岸一正
- 佐々卓郎 ： 沢美鶴
- 田中勝次 ： 志賀勝
- 村木登 ： 高並功
- 関根：阿波地大輔
- 柿田隆：丘路千
- 野中一：氷室浩二
- 船田忠：大木晤郎
- 山村鉄和 ： 秋山勝俊
- 崔：蓑和田良太
- 坪内仁造：久田雅臣
- 竹村時彦：鳥居敏彦
- 初風かおり：星野みどり
- 井上俊：若宮浩二
- 北元治 ： 木谷邦臣
- 伊東国市：五十嵐義弘
- 天政会組員：笹木俊志、福本清三、志茂山高也
- 柴田英次：宮城幸生
- 沢井義三：鳥巣哲生
- 森本：毛利清二
- 田中：井上昭
- 中島昌吉：新居芳行
- 崎山義也：片桐竜次
- 小岩達吉：藤本秀夫
- 堺又次：松本泰郎
- 吉宮信一：藤沢徹夫
- 宮地敬三：松田利夫
- 美加：星野美恵子
- 仲居：丸平峯子
- 支配人：島田秀雄
- ユリ：丘夏子
- 玉江：和田かつら
- 絹代：堀めぐみ
- ストリッパー：内村レナ
- 老婆：山田光子
- 看護婦：富永佳代子
- ホステス：佐々木リエ
- ナレーター ： 酒井哲
- 松原哲男 ： 成田三樹夫
- 大槻正道（モデル・地道行雄）： 遠藤太津朗
- 国友利三郎 ： 金子信雄
- 金光幸司 ： 梅宮辰夫（モデル・谷川康太郎）[8]

## スタッフ
- 監督 ： 山下耕作
- 企画 ： 日下部五朗・今川行雄
- 脚本 ： 松本功・野波静雄
- 撮影 ： 山岸長樹
- 音楽 ： 八木正生
- 美術 ： 富田治郎
- 編集 ： 市田勇
- 助監督 ： 俵坂昭康

## 製作

### 企画
岡田茂東映社長が「日本暴力列島シリーズ」とヤクザ映画の新しい主流として打ち出したその第一弾。岡田は1974年8月に公開した『三代目襲名』で連日警察に締め上げられた私怨と、週刊誌、スポーツ新聞各紙が書き立ててくれた東映のスキャンダルを興行に結びつけようという「商魂」から『県警対組織暴力』を企画し、さらに田岡の伝記が駄目なら「山口組の全国制覇を映画にしたれ」と発想した。岡田に対抗し、俊藤浩滋が企画したのが幼馴染の菅谷政雄の若き日を描く『神戸国際ギャング』。
1973年の『仁義なき戦い』の大ヒット以降、東映は実録ヤクザ路線と銘打ち、各地の暴力団抗争をモデルとした映画を製作した。特に同じ年に『山口組三代目』も大ヒットし、山口組の全国進攻は実録路線の元ネタとしては最適であったため、これらを題材とする映画を次々製作、このうち明友会事件などをモデルとして山口組側から描いたものが本作で、山口組全国制覇の"切り込み部隊""殺しの軍団"として各地で暴れまわった柳川組をメインとして描かれる。逆に明友会側から描いたものが翌1976年に製作された『実録外伝 大阪電撃作戦』となる。

### キャスティング
在日コリアンを初めて主役にしたヤクザ映画で、日本人でない主役をオファーされたあるスター俳優は出演を断り、東映も在日関係者からの反撥を恐れた。そうした中、小林旭が主役を引き受け、「同じ体つき、同じ目の色、髪の毛の東洋人がなぜ敵視され、差別され、虫ケラ同然に扱われるのか。イメージダウンになるという理由で出演辞退したスターもいるけど、オレは義憤を感じたね。そんな怒りを暴力という行動に移し替えてみたい。メシより好きなゴルフを断って勝負する」と述べた。

### 製作会見
1975年2月19日、東映本社会議室にて上半期の東映ラインナップ発表の後、岡田東映社長が今後の企画方針を発表。「四ジャンルで節目のある編成で、衣替え活劇を製作する」と説明し、四ジャンルの一つとして実録アクションを挙げ、「ムードのあるものに持ってゆきたい」と話し、本作のタイトルはこのときは『京阪神暴力ファミリー』と発表していた。また同年3月28日、東映本社での記者会見では、岡田社長が「『仁義なき戦いシリーズ』『山口組三代目シリーズ』に続く新シリーズとして『日本暴力列島シリーズ』を誕生させ、その第一作に『京阪神殺しの軍団』、続いて8月には第二作『九州進攻作戦』（『山口組外伝 九州進攻作戦』とは別映画）、秋に第三作『関東包囲作戦』というオーダーが決まっている。同シリーズは、従来の実録路線では描き切れなかった暴力事件をフィクション仕立てで映画化しようという狙いで、実録路線を吹っ切って生まれた新しいジャンルの映画だ」、「『日本任侠道 激突篇』が正月映画としては何年来ないような惨憺たる興行成績で、ここらで本流のアクションで大攻勢をかける」などと発表した。
1975年3月31日に東映本社で本作の正式な製作発表会見があり、岡田社長より「昭和27年から31年にかけて"殺人集団"として全国各地で暴れ回った暴力団・花木組の誕生から大組織への加盟、各組との抗争をリアルに再現する。昨年の後半は、いろいろ痛めつけられ、おかげで今年の正月は、このところ数年にない惨憺たる成績に終わった。そこで早く、製作体制を立て直し、新しい気持ちで新しい主流を形成しようと苦労した。この"日本暴力列島"は一言で言うと、在来の"任侠映画"とは全く違う。ヤクザの世界に新しいモラル、体質が育っている。そこに目を向けて、新しいアクション映画に仕立て、東映の主流にしたい」などと説明があった。また日下部五朗プロデューサーは「モデルはどなたでも知っている事件ばかり。そこで何を打ち出すかですが、やくざはどうして出て来たかと言えば、八割方が朝鮮人、被差別者たちです。今回、これを真っ向から取り上げて、ぶち当たっていきます」と、山下耕作監督は「僕は今まで任侠映画を撮って来たが、どうしても差別の問題には触れられなかった。それを無理やり出すのは賛成出来ないのですが、底流に流れていることに惹かれます。何よりもオモロイ映画を作ろうと心掛けています」などと話した。

### 脚本
脚本の松本功に柳川組をモデルに本を書いてくれ、と依頼があり、柳川組は在日の集団のため、当然韓国人を扱うことになり、実録でやくざものをやるとなるとこの問題は避けて通れず、本作は「やくざと在日」に真正面から取り組んだ意欲作である。当時この材料を扱うのは厳しく、一部の映画評論家から東映もよく許したなどと称賛された。劇中、在日と名言されるシーンはないものの、小林旭と梅宮辰夫が満鉄小唄をたびたび口ずさんだり、度々朝鮮料理店で宴が催されたり、途中組を抜ける伊吹吾郎が「ワイが日本人やからでっか!」と叫ぶシーンなどで分かる。松本は四日市で一緒に鉄屑を拾った幼馴染の在日コリアンを思い浮かべながらホンを書いた。

### モデル
劇中の花木組のモデルは柳川組で、花木勇組長のモデルは柳川次郎。天誠会のモデルが山口組で、大槻正道のモデルは地道行雄となる。脚本の松本功は大阪の読売新聞の記者に柳川組関係者を紹介され取材を行ったが、柳川次郎組長を始め、幹部クラスは当時地下に潜っていて会えなかった。中盤以降、柳川組が親組織である山口組と全面対決するという展開になるため、これは事実ではなく中盤以降はフィクションとなる。プロデューサーの日下部五朗が「いい脚本を書いてくれた。いくら欲しい?」と脚本の松本功のギャラをアップしてくれたという。

### キャスティング
在日コリアンである柳川次郎を演じることに多くのスター俳優は断り、小林旭が「やってあげないといけない」という思いでオファーを受けた。小林は映画の影響で未だに韓国籍と言われることがあるという。小林は役作りのため、柳川次郎に会った。小柄な人だったが、やることは豪気で自分がしていた何百万もする時計を外し「旭、お前にやるよ」と寄こしたという。柳川と話をし「ヤクザになる人はこういう差別を受けた人なのか」と知り、1989年の自身の監督作品『春来る鬼』でハンセン病がいかに差別を生んだかを描いた。

### 撮影
実録路線も数を重ね、残酷シーンも食傷気味で、小林旭と山下耕作監督がディスカッションを重ねたが、なかなかいい知恵が浮かばない。ちょうど撮影中に『ゴッドファーザー PART II』の試写会があり、小林と山下が連れ立って鑑賞。劇中に死者の口の中にピストルを突っ込んで撃つシーンを見た二人は「あの雰囲気でいこう」と衆議一決、現場に活気が戻った。

## 宣伝
"日本暴力列島"シリーズ第一弾として宣伝を展開した。

## 作品の評価

### 興行成績
コケたとされ、シリーズ化が予定も立ち消えとなり、小林の主演作も一時作られなかった。小林は1970年頃から太り始め、貫禄は付いた『仁義なき戦い 代理戦争』以降の出演で演じた武田明は病弱設定なのに栄養満点の観で、本作でも三年刑務所入りした後、丸々太って出所し、「モッソ飯が俺には合ってるんだ」と苦し紛れの台詞を吐いた。

### 作品評
柳川次郎は本作を鑑賞し、「これじゃ只の人殺しじゃねえか。」と憤慨していたという。
伊藤彰彦は「東映実録映画はドライで殺伐とした作品が多いが、『京阪神殺しの軍団』には濃と艶がある。フジカラー独特の青緑の画面に赤がくっきりと浮き立ち、凄惨な殺害場面の背景に満開の桜が震えるように咲き誇る」と評価する一方、「実際の柳川次郎が感じたであろう『同じ民族を殺すことへの躊躇や後ろめたさ』や、事件のあと柳川組が在日社会から受けた非難を描かなかったことは脚本の瑕疵だ」と批判している。
崔洋一は晩年、黄民基の自伝的小説で、明友会事件が織り込まれた『奴らが哭くまえに 猪飼野少年愚連隊』（1993年、筑摩書房）の映画化に意欲を燃やし、「『京阪神殺しの軍団』では明友会事件が描かれてはいるものの、山下耕作をもってしても、在日という問題は実際にはあり得ない輸血のシーンで、情緒的、暗示的にしか描かれていない。僕は『奴らが哭くまえに』を、コッポラが『ゴッドファーザー』でニューヨークにおけるシチリアの血を描いたように、またレオーネが『ワンス・アポン・ア・タイム・イン・アメリカ』でユダヤ人街のギャングを捉えたように、世界観を広げた、越境する民の物語としてハードボイルドに描きたい」などと述べていたが、実現できなかった。

## 関連映画
- 仁義なき戦い 代理戦争（1973年） - 広島抗争
- 仁義なき戦い 頂上作戦（1974年） - 広島抗争
- 山口組外伝 九州進攻作戦（1974年） - 別府抗争、明友会事件、博多事件
- 日本暴力列島 京阪神殺しの軍団（1975年） - 明友会事件
- 実録外伝 大阪電撃作戦（1976年） - 明友会事件
- 沖縄やくざ戦争（1976年） - 第4次沖縄抗争
- 日本の首領（1977年） - 明友会事件
- 北陸代理戦争（1977年） - 三国事件
- 沖縄10年戦争（1978年） - 第4次沖縄抗争

## 同時上映
『喜劇 特出しヒモ天国』
- 主演：山城新伍 / 監督：森﨑東